# عملية لوكوستا
عملية لوكوستا (بالإنجليزية: Operazione Locusta) هو الاسم الرمزي الذي أُطلق على مساهمة القوات الجوية الإيطالية في حرب الخليج الثانية عام 1991.

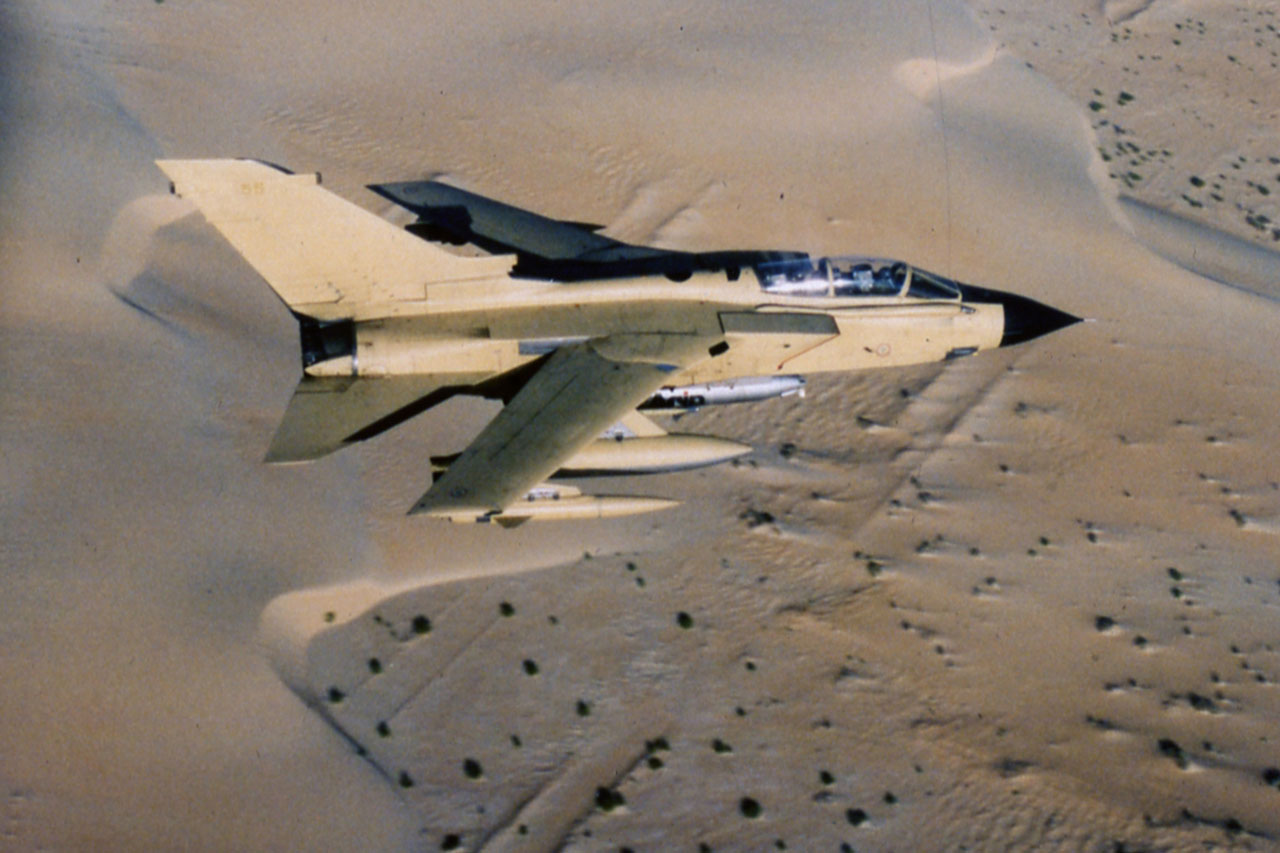
أحد طائرات تورنادو الإيطالية المشاركة في العملية

## الوصف
عقب غزو وضم الكويت من قبل العراق، أرسلَت الحكومة الإيطالية في 25 سبتمبر 1990 ثماني مقاتلات قاذفة متعددة المهام من طراز تورنادو IDS (بالإضافة إلى طائرتين احتياطيتين) إلى الخليج العربي. وقد كانت هذه الطائرات تابعة لكل من الجناح السادس، الجناح السادس والثلاثون والجناح الخمسون، وتم نشرها في قاعدة الظفرة الجوية قرب أبو ظبي في الإمارات العربية المتحدة.
شكّلت هذه الطائرات ما عُرف بـ«القسم الجوي المستقل للقوات الجوية الإيطالية في شبه الجزيرة العربية». وقد تكوّن طاقم القسم في البداية من 239 فردًا، من بينهم اثنا عشر عنصرًا من كارابينييري ملحقين بقيادة العمليات الجوية لأغراض الإشراف والشرطة العسكرية، ثم ارتفع العدد لاحقًا إلى 314 فردًا.
كان نشر الطائرات الإيطالية جزءًا من منظومة الأمن الدولي التي تم تنفيذها بموجب قرار مجلس الأمن التابع للأمم المتحدة رقم 678. ويمثل استخدام الطائرات الإيطالية ضمن عملية عاصفة الصحراء أول توظيف عملي لطائرات القوات الجوية الإيطالية في مهام قتالية منذ نهاية الحرب العالمية الثانية.
عملت طائرات الاستطلاع التكتيكي RF104-G (بإجمالي 384 طلعة و515 ساعة طيران) في تركيا ضمن قوة الناتو المتحركة ACE، كجزء من المجهود الحربي الإيطالي. وقد تم نشر هذه الوحدة في إنجرليك في 6 يناير 1991 بقرار من الناتو، لمواجهة أي محاولة عراقية محتملة لتوسيع النزاع، مع دعم من طائرات النقل التي نفّذت 244 مهمة بإجمالي 4156 ساعة طيران، مما وفّر الدعم اللوجستي للوحدات الجوية والبحرية الوطنية إضافة إلى إجلاء المواطنين من المناطق المعرضة للخطر.
عادت طائرات RF-104G إلى إيطاليا في 11 مارس 1991. كما عادت مقاتلات تورنادو إلى قاعدة جويا ديل كولي الجوية في 15 مارس 1991، أي بعد أسبوعين من انتهاء العمليات العسكرية. وفور عودة الطائرات المقاتلة الإيطالية إلى أرض الوطن تم القيام باحتفال رسمي حضره وزير الدفاع الإيطالي فيرجينيو روجنوني، ورئيس أركان الدفاع الجنرال دومينيكو نارديني، ورئيس أركان القوات الجوية الإيطالية الجنرال ستيليو نارديني.

## التاريخ العملياتي
طوال فترة الحرب، نفّذت أطقم الطيران الإيطالية 226 طلعة جوية بمجموع 589 ساعة طيران. وكان الجنرال ماريو أربينو رئيس وحدة تنسيق الطيران خلال العمليات الحربية في السعودية بين أكتوبر 1990 ومارس 1991. وخلال النزاع، سجّلت القوات الجوية الإيطالية خسارة طائرة واحدة فقط. في ليلة 17-18 يناير 1991، أقلعت أول مهمة عسكرية للطائرات الإيطالية.
أقلع المقدم جيانماركو بليني (طيار) والرائد موريزيو كوتشيولوني (ملاح) على متن قاذفتهم المقاتلة برفقة سبع طائرات إيطالية أخرى وتشكيل من الطائرات الحليفة الاخري في أول مهمة شاركوا فيها ضمن الأجواء الخاضعة لسيطرة القوات العراقية. كانت مهمة هذا السرب استهداف مستودع جوي (للتموين والذخيرة والوسائل) في جنوب العراق، شمال غرب مدينة الكويت، وكان محميًا بمدفعية مضادة للطائرات تتحكم بها الرادارات. وكان بليني وكوتشيولوني، بخلاف كثيرين آخرين من القاعدة الإماراتية، الوحيدين القادرين على إتمام التزود بالوقود جوًا؛ أما بقية الطائرات، بما فيها سبع طائرات تورنادو إيطالية ونحو ثلاثين طائرة من دول أخرى، فقد أعاقتها الأحوال الجوية عن الاقتراب من طائرة التزود بالوقود واضطرت للعودة إلى القاعدة.
قرر بليني، بصفته قائد الطاقم، أن تواصل طائرتهم المهمة بمفردها رغم المخاطر الناجمة عن الدفاعات المعادية. وبعد تلقي الموافقة من القيادة التكتيكية الجوية، حلّقت الطائرة على ارتفاع يقارب 250 قدمًا، وفعلت نظام التحكم التلقائي (TF)، وأسقطت الحمولة القتالية (خمس قنبلة مارك 83) على الهدف حوالي الساعة الرابعة والنصف صباحًا. وبعد نحو 40 ثانية أصيبت الطائرة بنيران المدفعية العراقية المضادة للطائرات والمخصصة للتصدي للهجمات على الارتفاعات المنخفضة، واضطر الطياران الإيطاليان للقفز بالمظلات. واصطدمت الطائرة بالأرض على بُعد نحو 20 كيلومترًا شمال غرب العاصمة الكويتية، وعلى مسافة بضع مئات من الأمتار من ثكنة تابعة لـالحرس الجمهوري العراقي. أُسر الطياران الإيطاليان فورًا من قِبل القوات العراقية، وتم فصلهما، ومصادرة كل ما بحوزتهما (بما في ذلك الملابس والأحذية) وإجبارهما على ارتداء زي أصفر حتي يُعرّفهما كأسرى حرب. أُطلق سراح المقدم الطيار جيانماركو بليني والرائد الملاح موريزيو كوتشيولوني في نهاية النزاع، مع بقية أسرى الحرب الذين أسرتهم القوات العراقية.